# Bach-Collegium Stuttgart

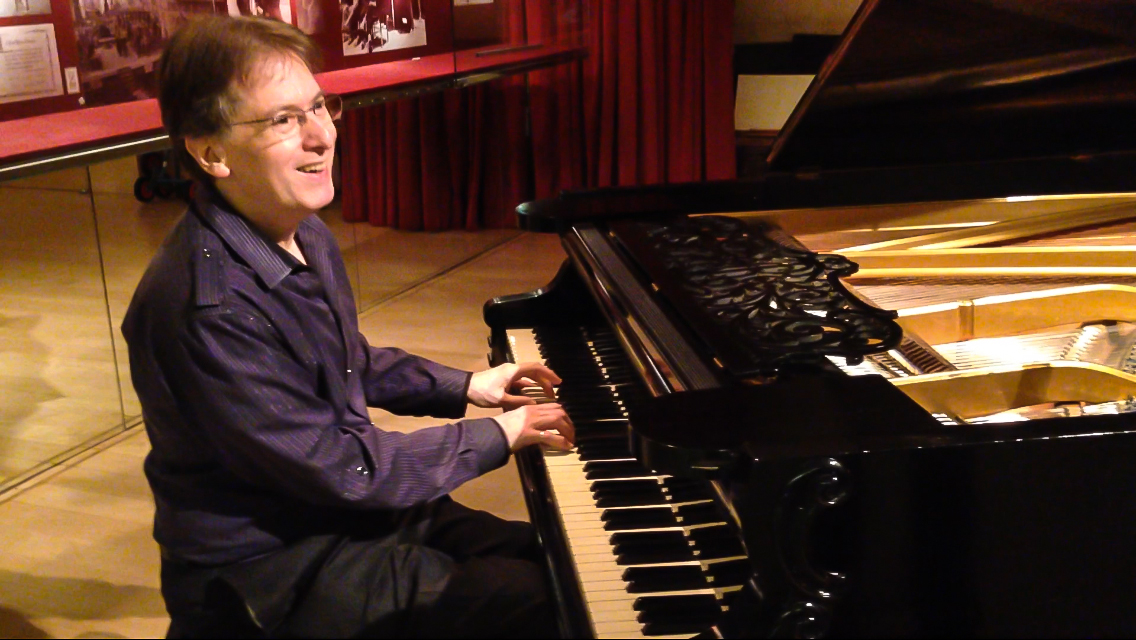
Levin jouant sur un piano allemand Rönisch au Museu de la Música de Barcelone.

Le Bach-Collegium Stuttgart  est un ensemble instrumental allemand internationalement connu. Il a été fondé par Helmuth Rilling en 1965 pour accompagner le Gächinger Kantorei Stuttgart dans le répertoire de musique chorale avec orchestre. Ses membres sont des musiciens d'orchestre venus d'Allemagne et de Suisse qui se réunissent pour des projets liés à la musique chorale et aussi pour des programmes instrumentaux proprement dits,.
L'ensemble s'est produit dans des festivals tels que les "Musikfest Stuttgart" de l'Internationale Bachakademie Stuttgart, le Festival de Salzbourg, le Festival de Lucerne, le Festival du Printemps de Prague ou le Festival de musique de Rheingau (de).
Le Gächinger Kantorei et le Bach-Collegium Stuttgart, conduits par Rilling, ont achevé en 1985 à l'occasion du 300e anniversaire du compositeur, le premier enregistrement complet des cantates et oratorios de Bach, un projet qui a nécessité 15 ans en collaboration avec Hänssler Classic (de). L'enregistrement a été récompensé par un Grand Prix du Disque.
Le Bach-Collegium Stuttgart a participé à des créations d'œuvres telles que Deus Passus (Passionsstücke nach Lukas) de Wolfgang Rihm en 2000 et la nouvelle version d'œuvres telles que la Messe en ut mineur de Mozart terminée par Robert D. Levin.